# Santa Gertrudis Copó
Santa Gertrudis Copó es una subcomisaría del municipio de Mérida en el estado de Yucatán localizado en el sureste de México.

## Toponimia
Copó en idioma maya significa higuera o álamo (Ficus cotinfonia). El "álamo" realmente no está emparentado con el verdadero álamo europeo (Populus) pese a su parecido con los árboles conocidos en Europa por los primeros españoles que llegaron a la región.

## Localización
Santa Gertrudis Copó encuentra se encuentra localizada a 8 kilómetros del centro de la ciudad de Mérida.

## Equipamiento Urbano
Entre la infraestructura con la que cuenta:
- Una iglesia católica
- Un templo protestante.
- Un kínder.
- Una escuela primaria.
- Una telesecundaria.
- Casa comisarial.
- Una cancha.
- Un parque.
- Un campo de béisbol.

## Las haciendas en Yucatán
El poblado está organizado en torno a lo que fue la vieja hacienda henequenera que llevó el nombre de la comunidad. Las haciendas en Yucatán fueron organizaciones agrarias que surgieron a finales del siglo XVII y en el curso del siglo XVIII a diferencia de lo que ocurrió en el resto de México y en casi toda la América hispana, en que estas fincas se establecieron casi inmediatamente después de la conquista y durante el siglo XVII. En Yucatán, por razones geográficas, ecológicas y económicas, particularmente la calidad del suelo y la falta de agua para regar, tuvieron una aparición tardía.
Una de las regiones de Yucatán en donde se establecieron primero haciendas maiceras y después henequeneras, fue la colindante y cercana con Mérida. A lo largo de los caminos principales como en el "camino real" entre Campeche y Mérida, también se ubicaron estas unidades productivas. Fue el caso de los latifundios de Yaxcopoil, Xtepén, Uayalceh, Temozón, Itzincab y San Antonio Sodzil.
Ya en el siglo XIX, durante y después la llamada Guerra de Castas, se establecieron las haciendas henequeneras en una escala más amplia en todo Yucatán, particularmente en la región centro norte, cuyas tierras tienen vocación para el cultivo del henequén.
En el caso de Santa Gertrudis Copó, al igual que la mayoría de las otras haciendas, dejaron de serlo, con peones para el cultivo de henequén, para convertirse en un ejido, es decir, en una unidad colectiva autónoma, con derecho comunitario de propiedad de la tierra, a partir del año 1937, después de los decretos que establecieron la reforma agraria en Yucatán, promulgados por el presidente Lázaro Cárdenas del Río. El casco de la hacienda permaneció como propiedad privada.

## Demografía
Según el censo de 1990 realizado por el INEGI, la población de la localidad era de 384 habitantes, de los cuales 201 eran hombres y 183 eran mujeres.
| 146                         | 184 | 84 | 75 | 66 | 108 | 160 | 197 | 303 | 384 |
| (Fuente: INEGI [Consultar]) |     |    |    |    |     |     |     |     |     |

## Galería

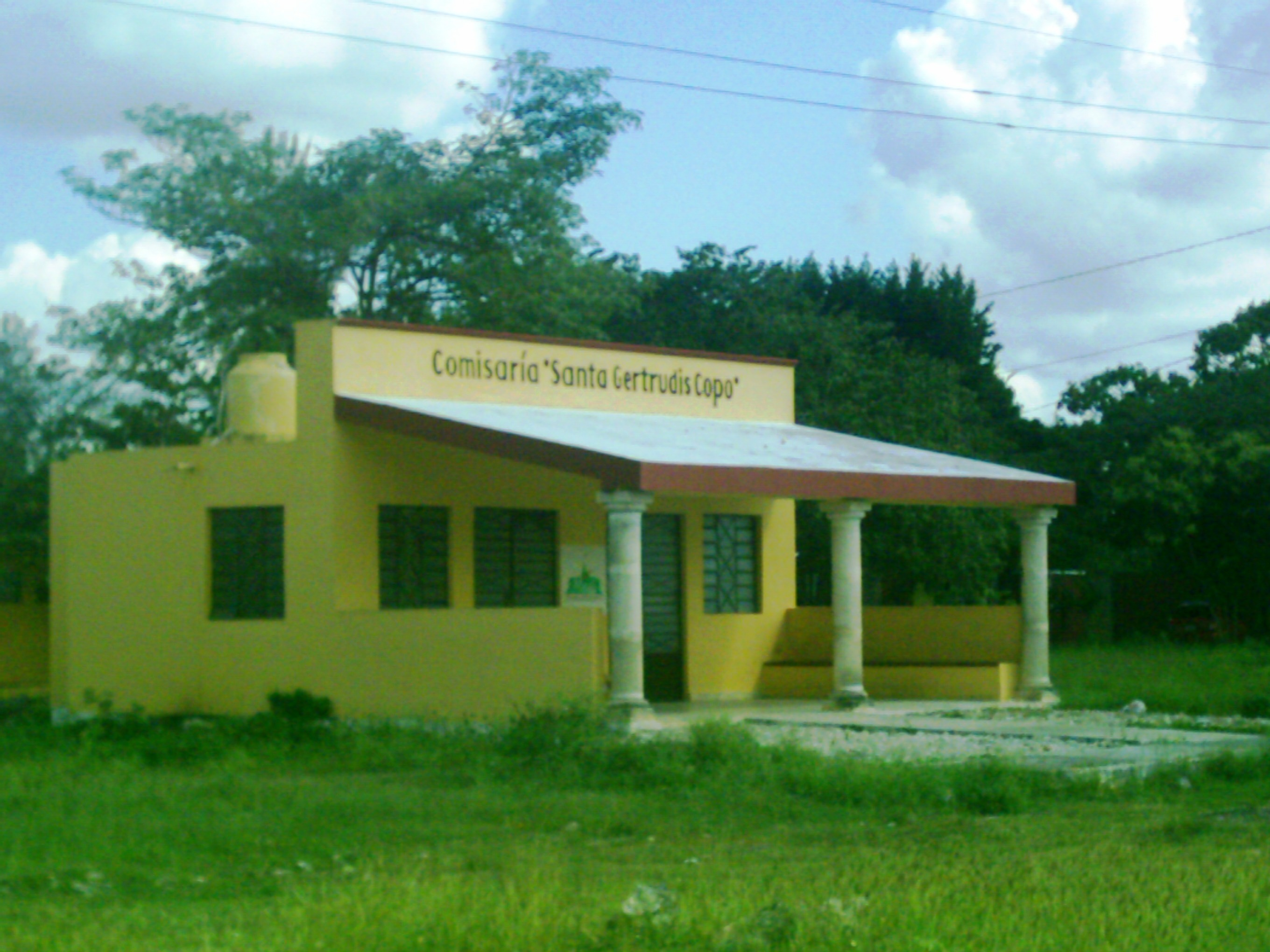
Casa comisarial de Santa Gertrudis Copó.
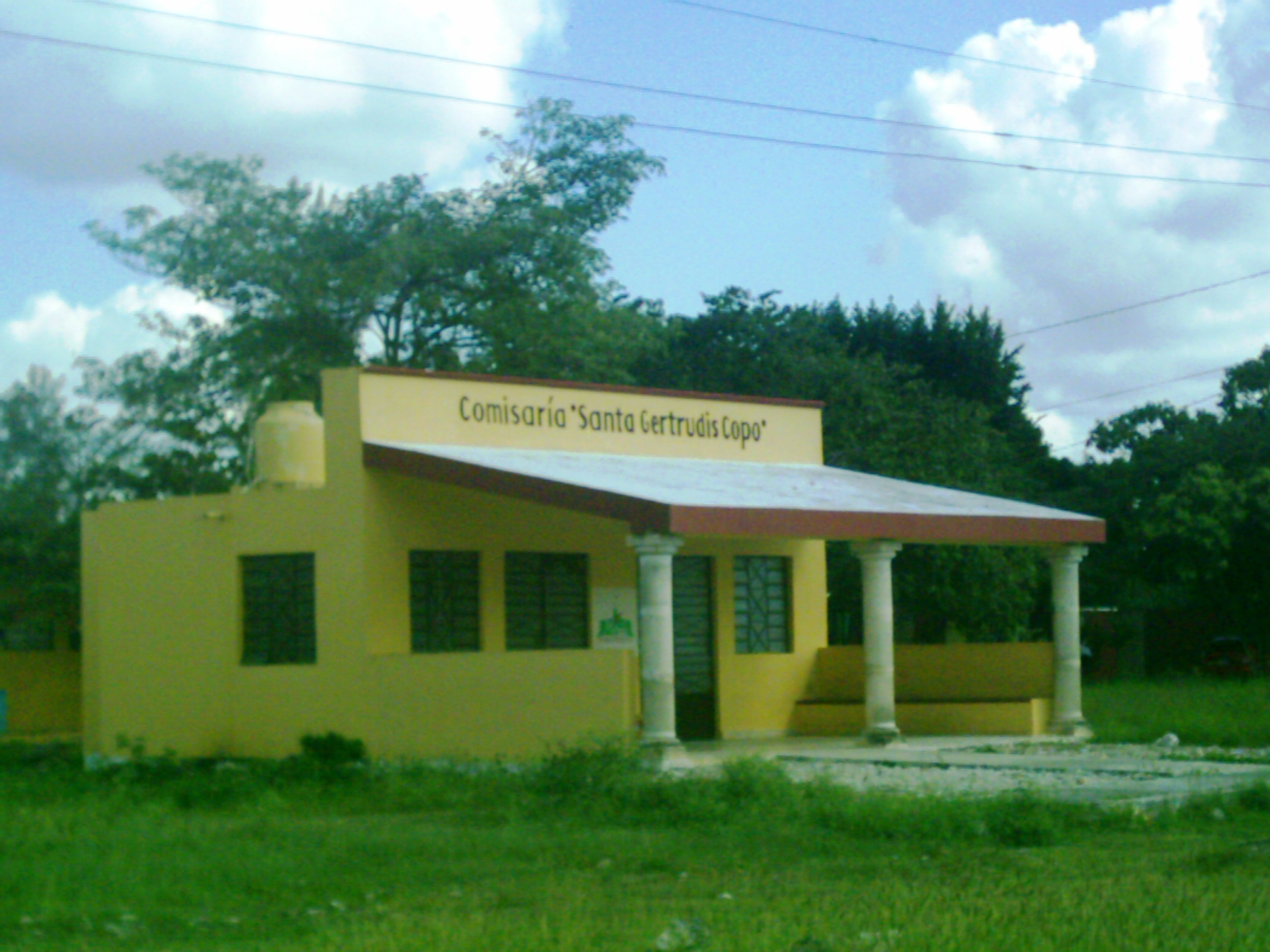
Casa comisarial de Santa Gertrudis Copó.
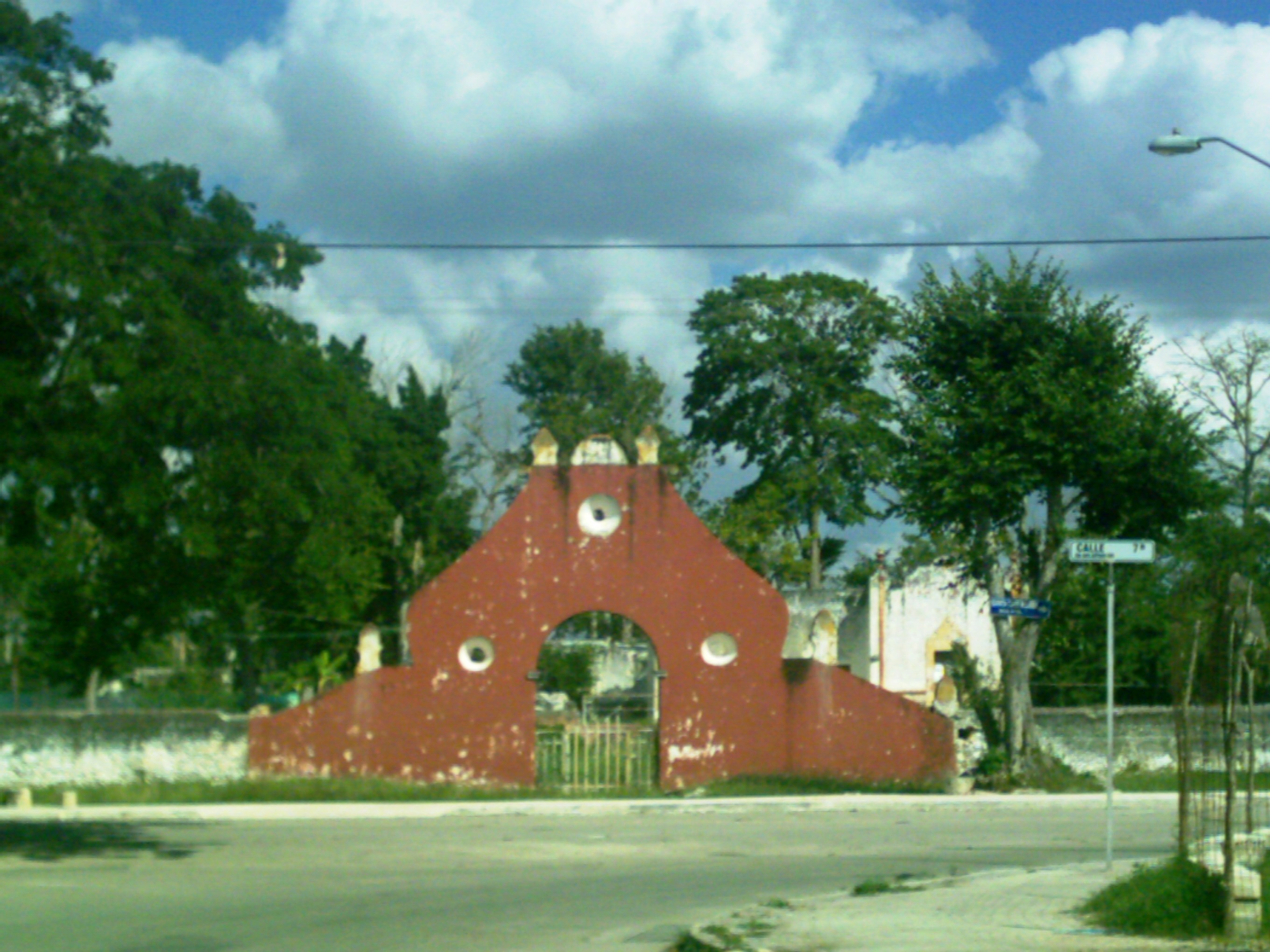
Entrada de la hacienda Santa Gertrudis Copó.
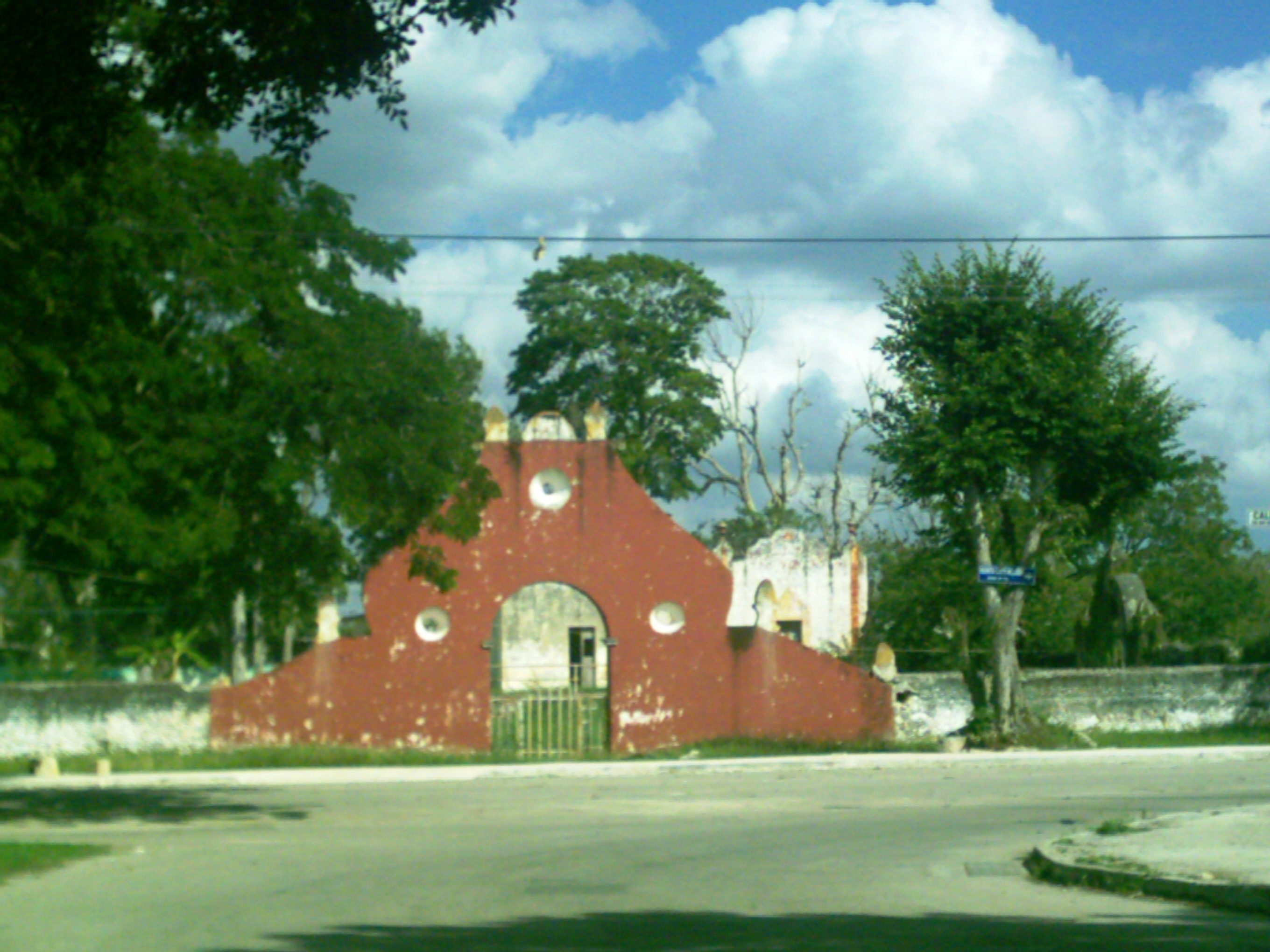
Entrada de la hacienda Santa Gertrudis Copó.
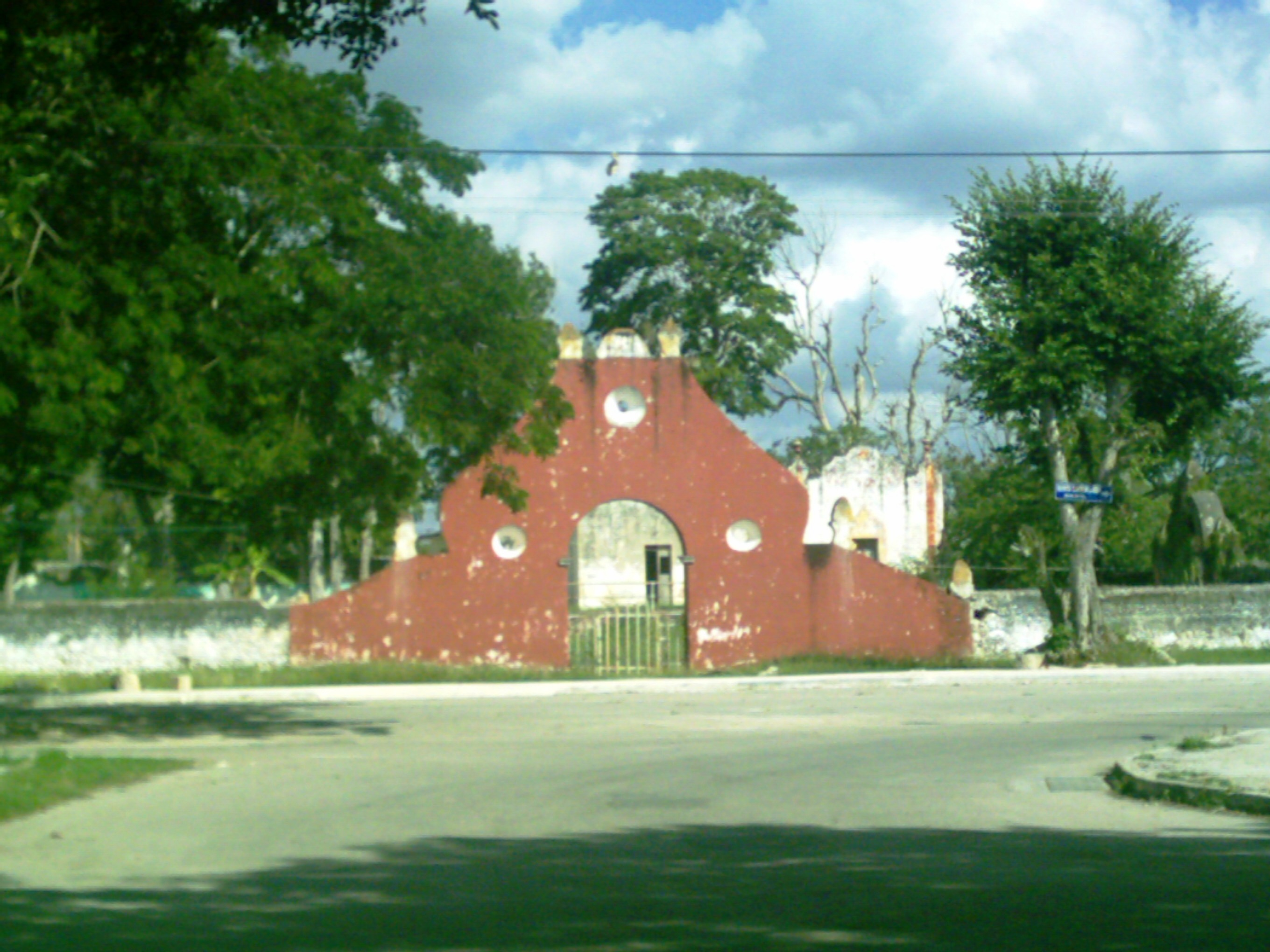
Entrada de la hacienda Santa Gertrudis Copó.
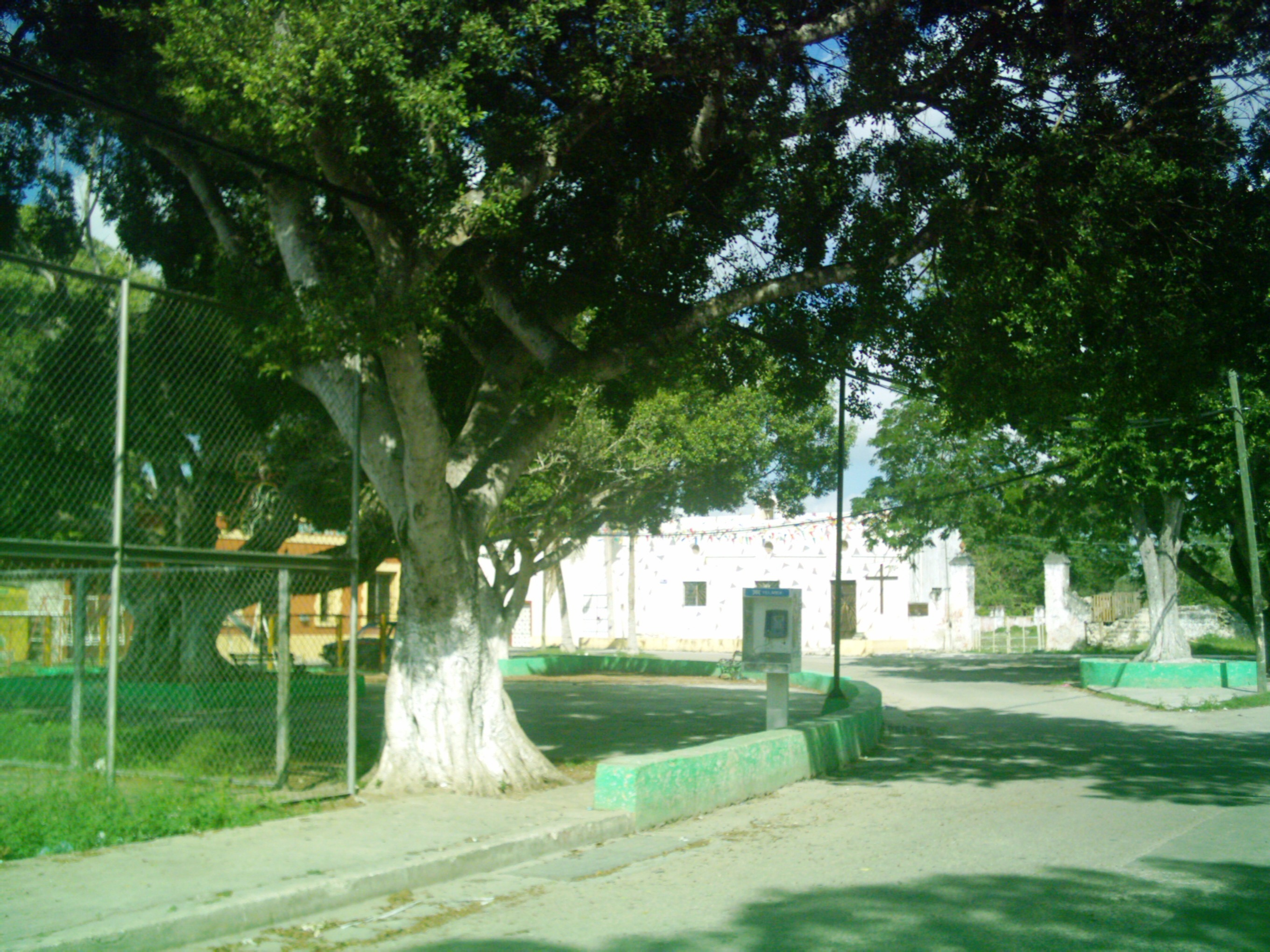
Vista de la hacienda Santa Gertrudis Copó.
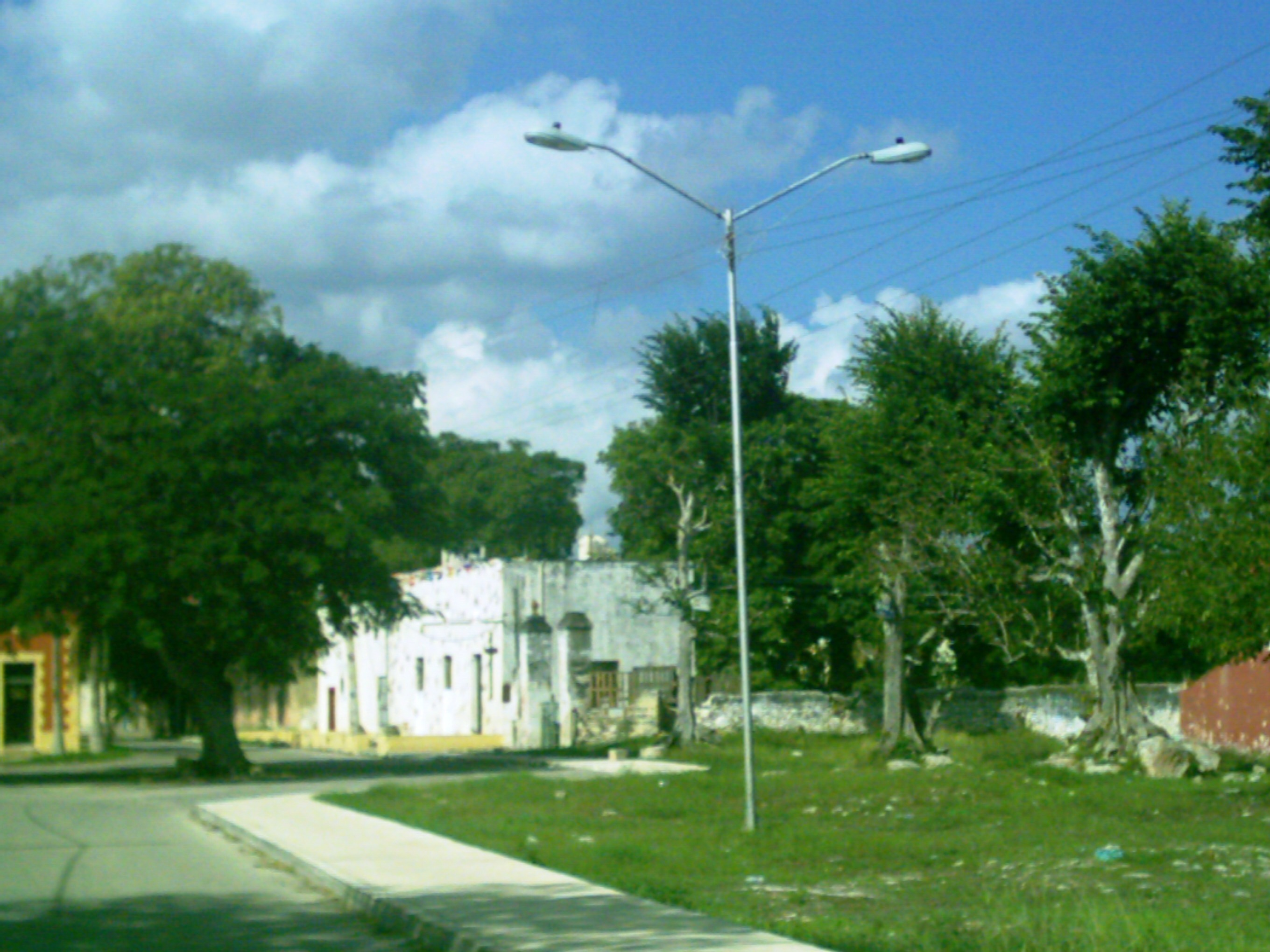
Vista de la hacienda Santa Gertrudis Copó.
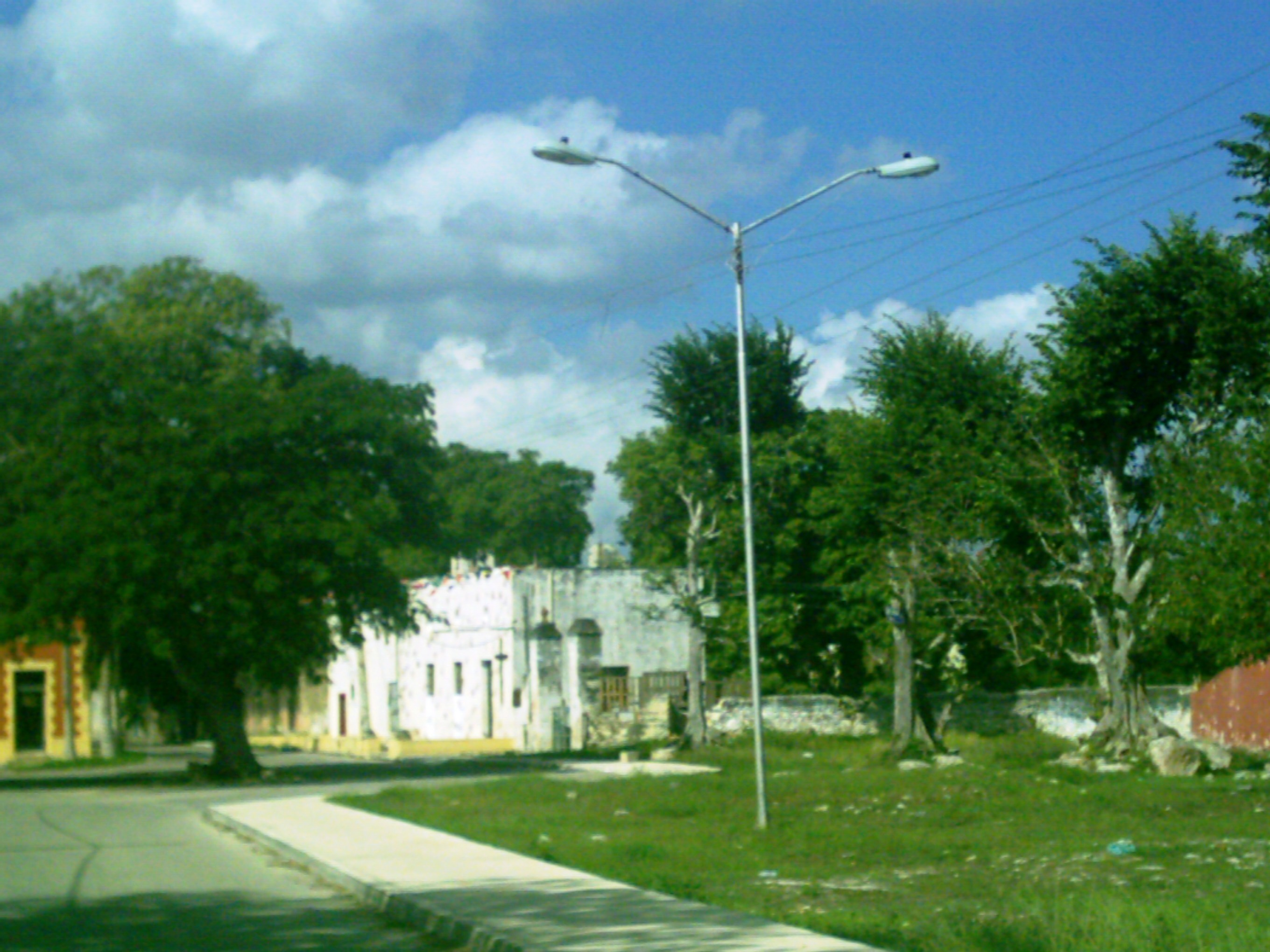
Vista de la hacienda Santa Gertrudis Copó.
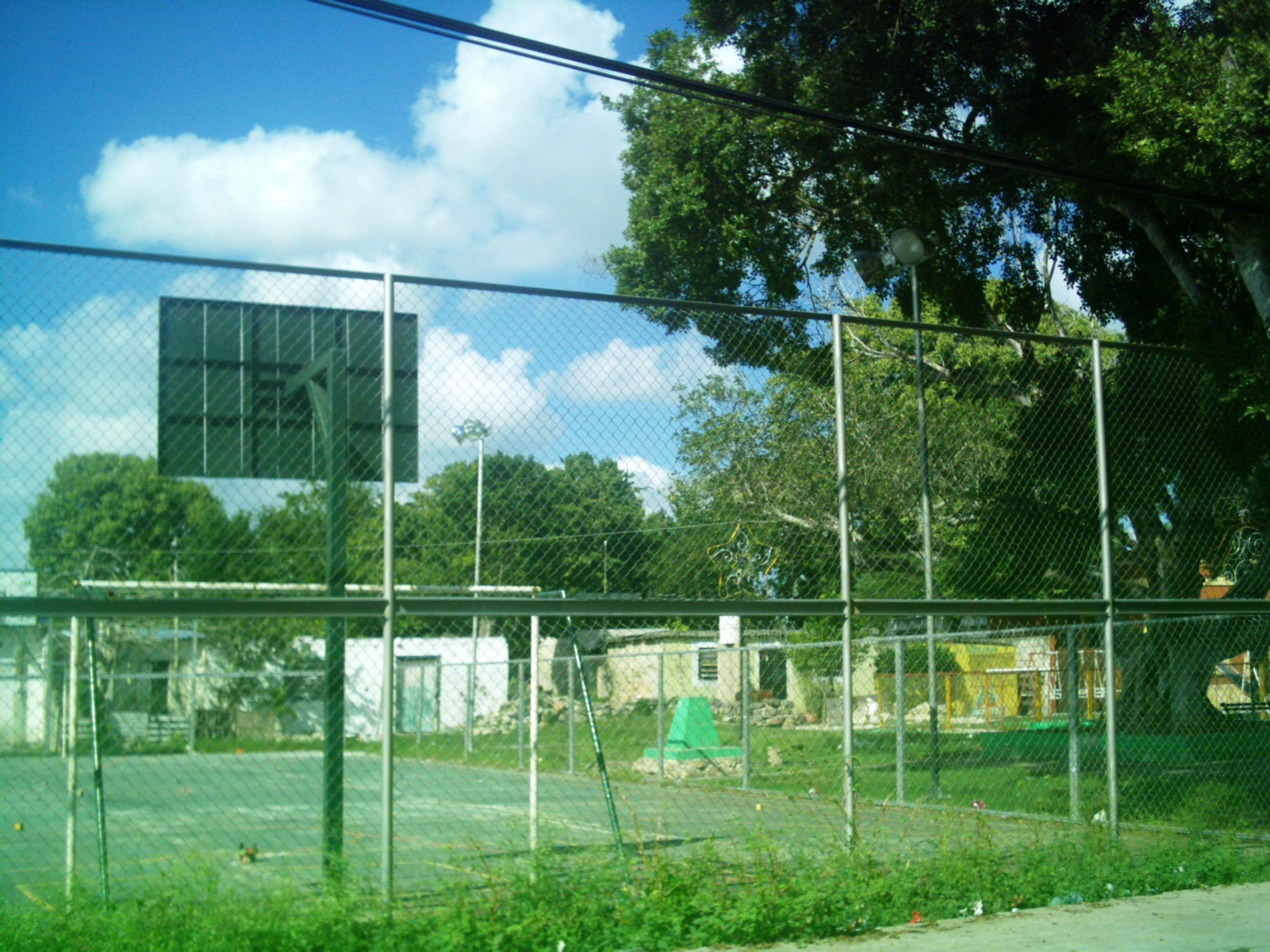
Parque principal de Santa Gertrudis Copó.